# Dvoróve
Dvoróve (en (ucraïnès): Дворове) és un poble de la República Autònoma de Crimea a Ucraïna, que el 2014 tenia 20 habitants. Pertany al districte de Nijnegorski.